# Hermann Brass
Hermann Brass (5. ledna 1855 Březná – 17. nebo 19. října 1938 Zábřeh) byl rakouský podnikatel a politik německé národnosti z Moravy; poslanec Moravského zemského sněmu.

## Biografie
Narodil se roku 1855 v Březné (Friesendorf) na severní Moravě. Absolvoval německé gymnázium v Moravské Třebové a dvě vysoké školy ve Švýcarsku. Od roku 1878 byl společníkem v textilní firmě v Zábřehu, kterou vlastnil jeho otec Wilhelm Brass (firma Wilhelm Brass und Söhne). V ní působil i Hermannovi starší bratři Otto Brass a Gustav Brass. Od roku 1897 byl Hermann majitelem tohoto podniku. Dále ho rozšířil. Byl i veřejně a politicky aktivní v německém národním hnutí. Podporoval zakládání německých škol a bojoval za udržení a rozšíření německých kulturních a národnostních pozic na severní Moravě. Počátkem 20. století byl předsedou severomoravské organizace Bund der Deutschen a angažoval se v obranném školském spolku Deutscher Schulverein.
Počátkem 20. století se zapojil i do vysoké politiky. V doplňovacích zemských volbách 26. června 1909 (poté co zemřel poslanec Julius Bradatschek) byl zvolen na Moravský zemský sněm, za kurii obchodních a živnostenských komor, obvod Olomouc. Mandát zde obhájil v řádných zemských volbách roku 1913. V roce 1913 se uvádí jako kandidát Německé lidové strany.
Zasedal taky jako člen Panské sněmovny (nevolená horní komora Říšské rady).
Politicky aktivní byl i v meziválečném Československu. Byl členem Německé nacionální strany, po roce 1933 i Sudetendeutsche Heimatsfront, ze které se utvořila Sudetoněmecká strana. Zemřel v říjnu 1938 jen pár dnů poté, co Zábřeh v rámci Mnichovské dohody obsadila německá armáda a připojila tento region k nacistickému Německu. Rodinný podnik v Zábřehu byl za války přeorientován na zbrojní produkci, po válce tu pokračovala textilní výroba v rámci národního podniku Perla. Výroba tu skončila roku 2005.